# Lloyd (automóvil)

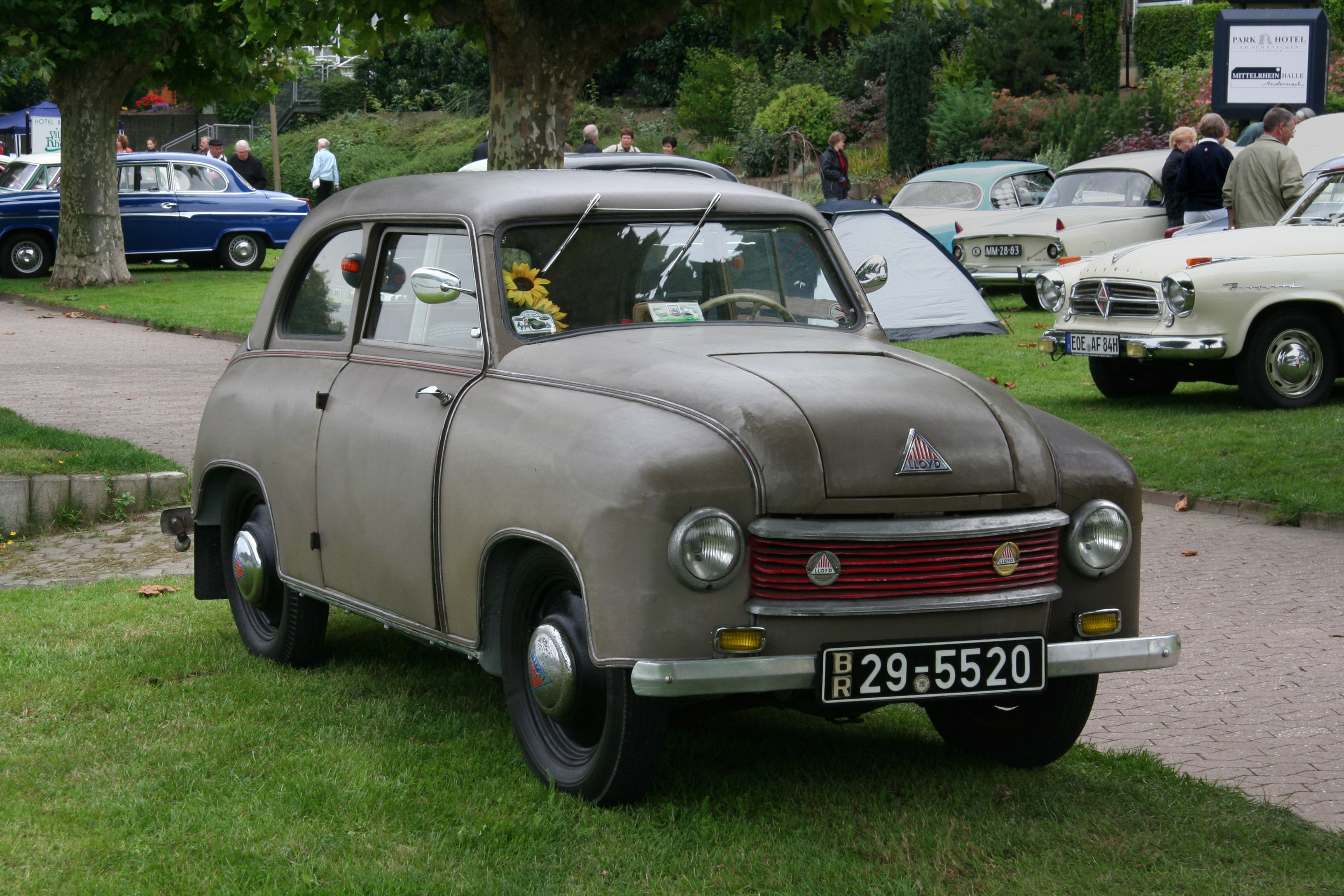
Lloyd LP 300 (Leukoplastbomber)

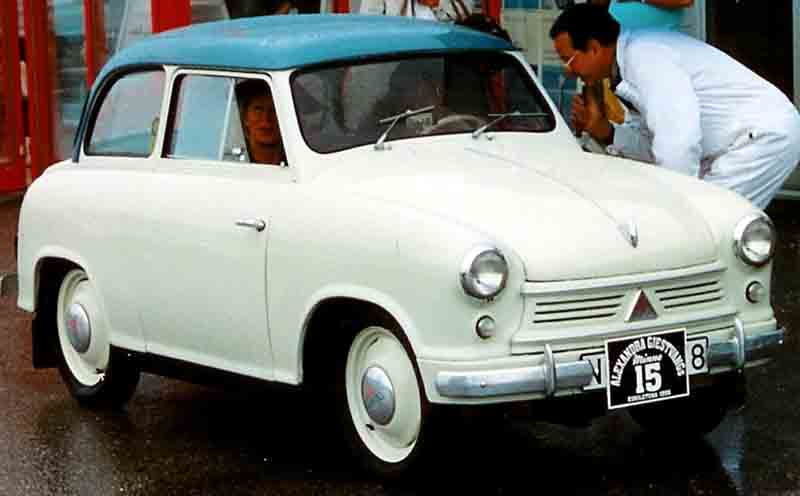
Lloyd LP 400 S de 1955

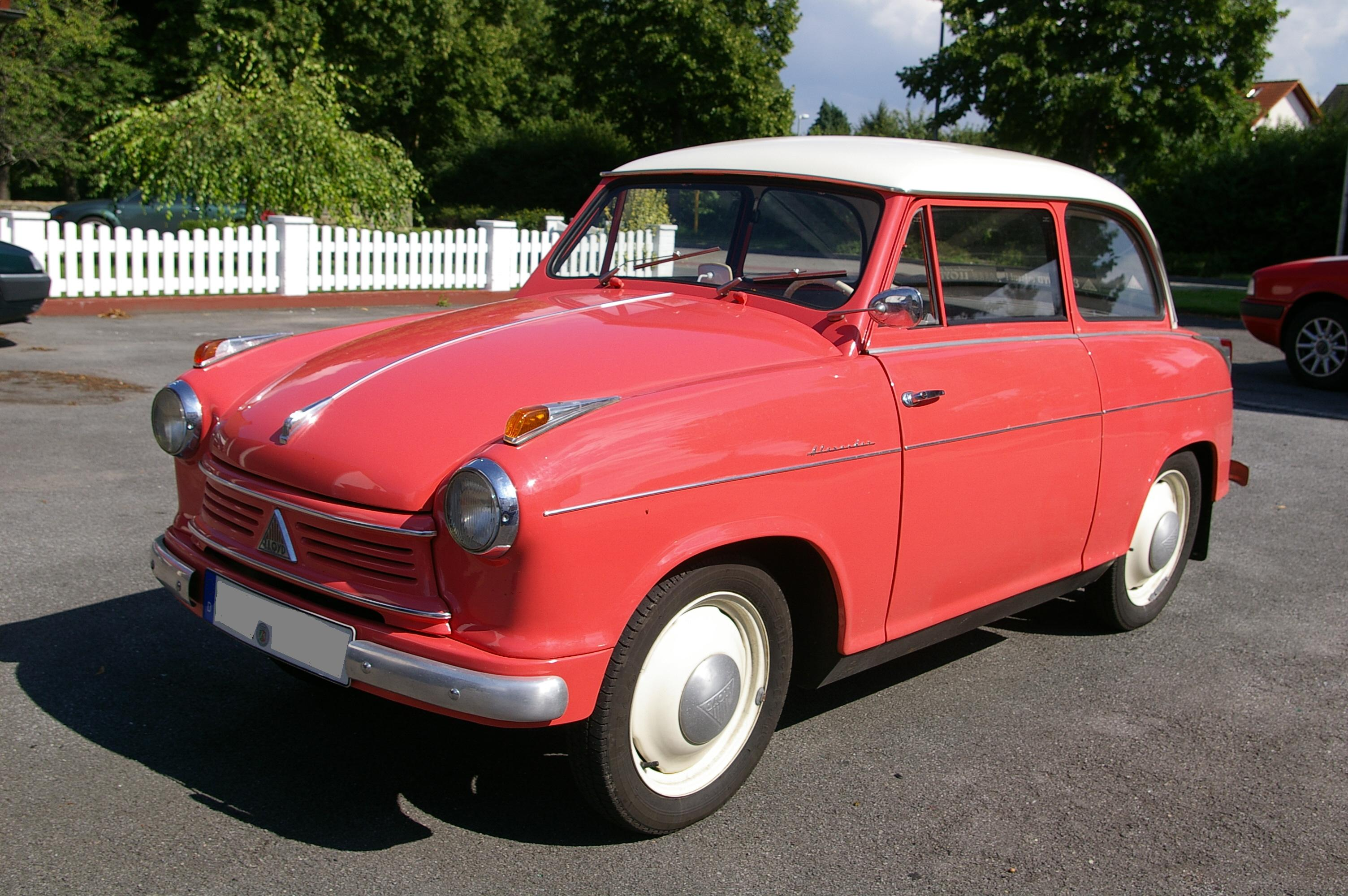
Lloyd LP 600

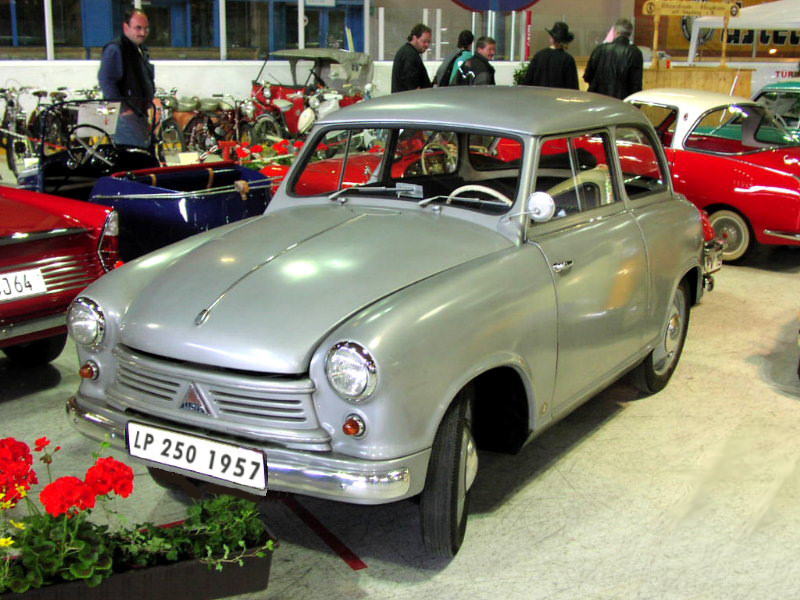
Lloyd 250 de 1957.

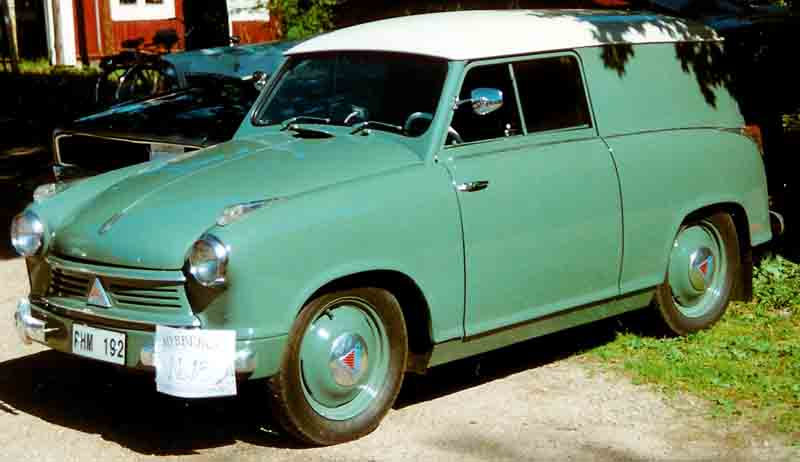
Lloyd LK 600 de 1959

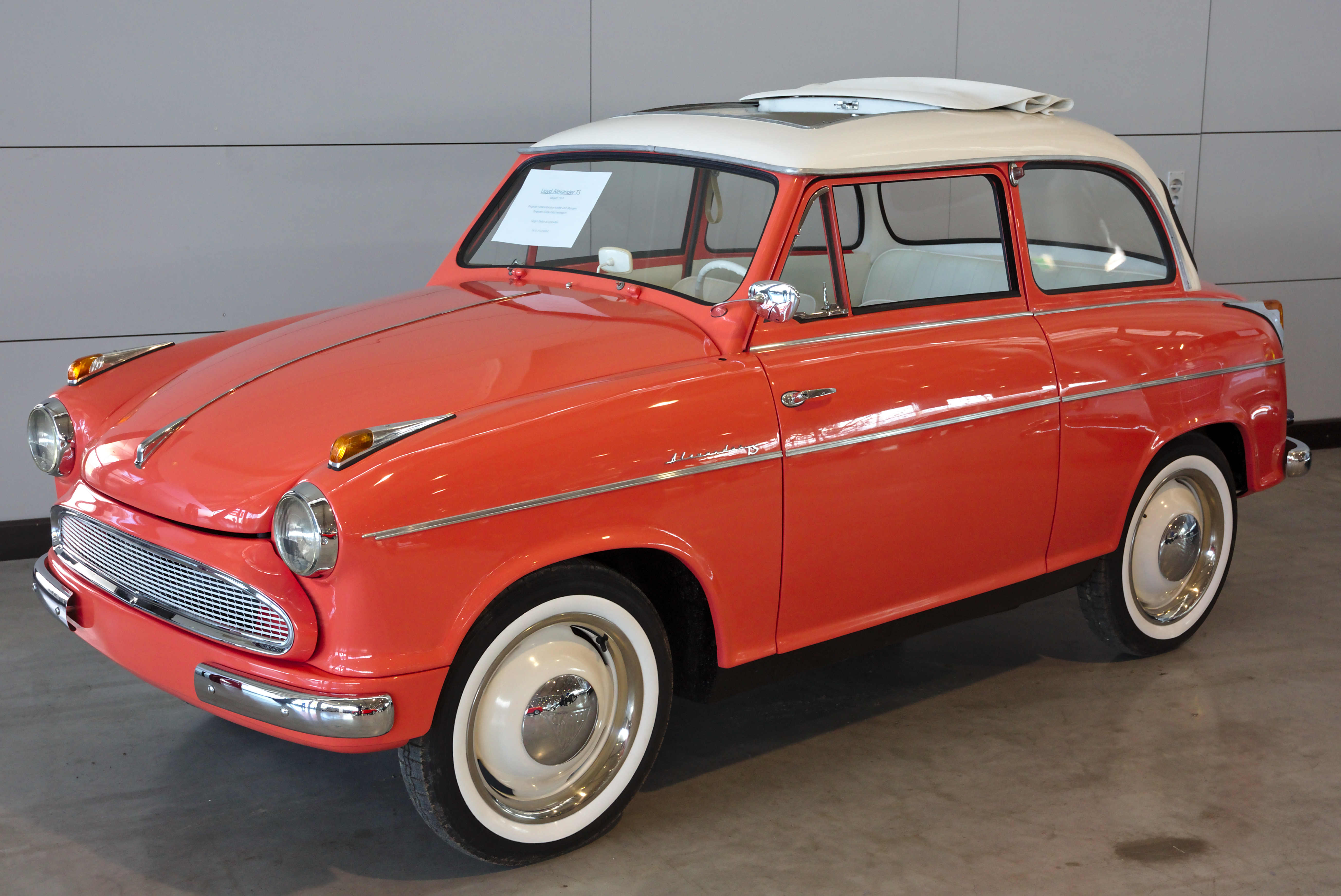
Lloyd Alexander TS

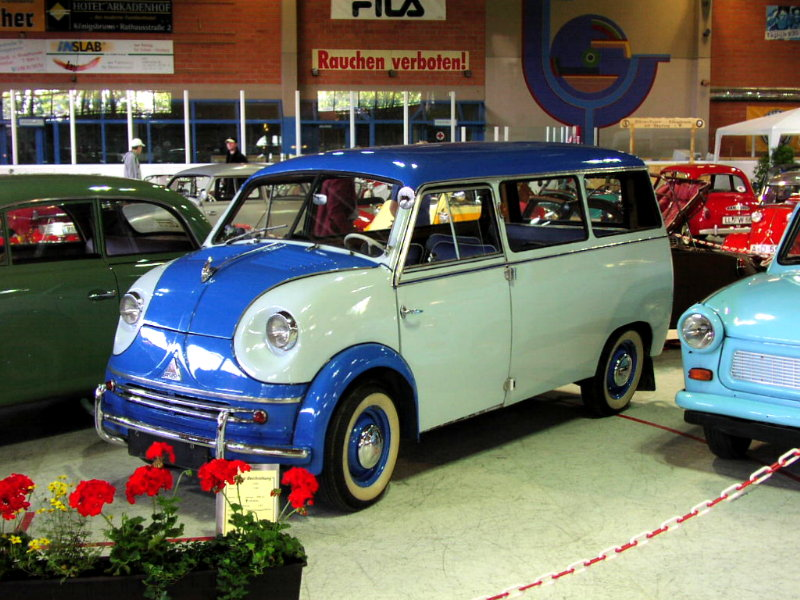
Lloyd LT 600

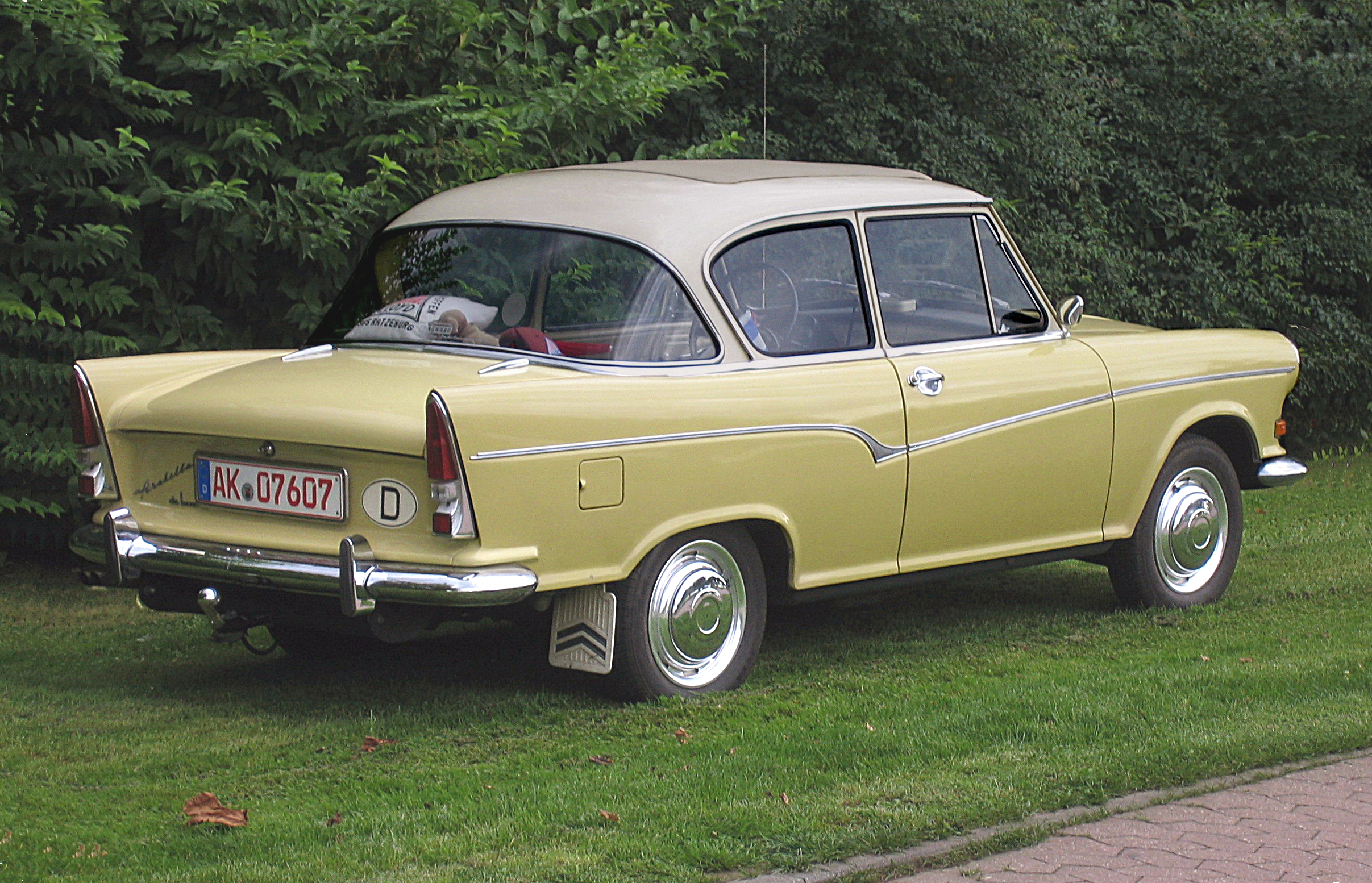
Lloyd Arabella de Luxe

Norddeutscher Automobil und Motoren GmbH fue una empresa alemana creada en 1908, propiedad de la empresa naviera Norddeutscher Lloyd (NDL) (North German Lloyd). La fábrica estaba en Bremen. Varios de los productos de la empresa y sus sucesoras fueron comercializadas con la marca Lloyd, Es uno de esos casos raros donde una empresa no aficionada a la industria automotriz crea su propia empresa (Eso también ocurrió con Yamaha,Sony y Google pero solo en prototipos).
La empresa de coches alemana Lloyd no tiene relación con la empresa británica también de automóviles Lloyd Cars Ltd., activa entre 1936 y 1951.

## 1908-29
Su primer coche fue un modelo eléctrico construido bajo licencia de Kriéger.: 78  Le siguieron coches con motores de explosión interna en 1908 con 3685 cc de cilindrada, pero se construyeron pocos. En 1914 la compañía se fusionó con Hansa para convertirse en Hansa-Lloyd Werke AG. La mayoría de los automóviles construidos por la nueva compañía fueron vendidos como Hansa con la marca Hansa-Lloyd solo utilizada en los vehículos comerciales. Sin embargo, dos coches, el Treff AS con motor de 4 litrosy el Trumpf AS con motor de 8 cilindros de 4,6 litros fueron comercializados bajo la marca Hansa-Lloyd. La empresa fue integrada en el grupo Borgward después de la adquisición de Hansa por Carl F. W. Borgward en 1929, y la producción de automóviles cesó.

## 1950-63
Lloyd como única marca empezó la producción a gran escala de automóviles y camiones ligeros en 1950 pasándose la empresa a llamar Lloyd Motoren Werke GmbH — todavía en Bremen. El primer coche (el Lloyd 300) fue construido en madera y con la carrocería en acero, fue construyéndose gradualmente en acero entre 1953 y 1954 Lloyd 400).
El Lloyd 250 se denominó vulgarmente "Prüfungsangst-Lloyd" ("Lloyd para el examen de nervios") ya que los titulares de antiguas licencias de conducción podían conducirlo sin tener que pasar un nuevo examen para automóviles de más de 250 cc de cilindrada, un examen que se introdujo a mediados de los años 50 del siglo XX. Con una potencia de solo 11 hp (DIN), los diseñadores de Lloyd vieron la necesidad de ahorrar peso, y por ello ofrecían el LP 250 sin asientos traseros, parachoques, tapacubos ni adornos. Sin embargo, la mayoría de los compradores encargaban el LP 250 V con este equipamiento como extras.
Los vehículos cubrieron la necesidad de un coche pequeño y barato que era la demanda de la Alemania de después de la Segunda Guerra Mundial, alcanzando unos aceptables valores de confort y fiabilidad. La marca alcanzó el tercer puesto en cuanto a producción durante varios años de la década de 1950-1959, detrás solo de Volkswagen y Opel. A pesar de este éxito, la posesión de estos vehículos no acarreaba un gran prestigio. En el lenguaje vulgar, el Lloyd 300 fue llamado "Leukoplastbomber" debido a que los propietarios solían reparar las muescas producidas en la fabricación de su carrocería de madera con esparadrapo de la marca LEUKOPLAST. Unos versos irónicos de la época decían "Wer den Tod nicht scheut, fährt Lloyd" ("El que no teme a la muerte, conduce un Lloyd").
Pietro Frua diseñó un cupé basado en el Lloyd Alexander, presentado en el Salón del Automóvil de Turín en noviembre de 1958.
La empresa matriz quebró en 1961, pero los coches se siguieron construyendo hasta 1963. En ese tiempo, el modelo LP 900 se denominó "Borgward Arabella" en lugar de "Lloyd Arabella" (en ese año Borgward ya estaba instalada en México en el estado de Nuevo León).
Un modelo 1957 Lloyd LP 600 Alexander Limuzin de color negro,techo blanco y rines cromados aparece en la película alemana de (Metro Goldwyn Mayer) Killing Cars de 1986 era conducido por Violet Blum (Angnés Soral).

## Modelos
| Modelo                 | Tipo                           | Periodo   | Motor                      | Cilindrada | Potencia hp (DIN)       | N.º de velocidades | Velocidad máxima |
| ---------------------- | ------------------------------ | --------- | -------------------------- | ---------- | ----------------------- | ------------------ | ---------------- |
| Lloyd LP 300           | Tres cuerpos                   | 1950–1952 | 2 cilindros dos tiempos    | 293        | 10                      | 3                  | 75 km/h          |
| Lloyd LS 300 /LK 300   | LS: Ranchera LK: Furgoneta     | 1951–1952 | 2 cilindros dos tiempos    | 293        | 10                      | 3                  | 75 km/h          |
| Lloyd LC 300           | cupé                           | 1951–1952 | 2 cilindros dos tiempos    | 293        | 10                      | 3                  | 75 km/h          |
| Lloyd LP 400           | Tres cuerpos                   | 1953–1957 | 2 cilindros dos tiempos    | 386        | 13                      | 3                  | 75 km/h          |
| Lloyd LS 400 / LK 400  | LS: Ranchera LK: Furgoneta     | 1953–1957 | 2 cilindros dos tiempos    | 386        | 13                      | 3                  | 75 km/h          |
| Lloyd LC 400           | convertible                    | 1953–1957 | 2 cilindros dos tiempos    | 386        | 13                      | 3                  | 75 km/h          |
| Lloyd LT 500           | Furgoneta / Minifurgoneta      | 1953–1957 | 2 cilindros dos tiempos    | 386        | 13                      | 3                  | 75 km/h          |
| Lloyd LP 250 y 250 V   | Tres cuerpos                   | 1956–1957 | 2 cilindros dos tiempos    | 250        | 11                      | 3                  | 75 km/h          |
| Lloyd LP 600           | Tres cuerpos                   | 1955–1961 | 2 cilindros cuatro tiempos | 596        | 19                      | 3                  | 100 km/h         |
| Lloyd LS 600 / LK 600  | LS: Ranchera LK: van           | 1955–1961 | 2 cilindros cuatro tiempos | 596        | 19                      | 4                  | 100 km/h         |
| Lloyd LP 600           | convertible                    | 1955–1961 | 2 cilindros cuatro tiempos | 596        | 19                      | 4                  | 100 km/h         |
| Lloyd Alexander        | Tres cuerpos o ranchera        | 1957–1961 | 2 cilindros cuatro tiempos | 596        | 19                      | 4                  | 100 km/h         |
| Lloyd Alexander TS     | Tres cuerpos o ranchera        | 1958–1961 | 2 cilindros cuatro tiempos | 596        | 25                      | 4                  | 107 km/h         |
| Lloyd LT 600           | Furgoneta/Minifurgoneta pickup | 1955–1961 | 2 cilindros cuatro tiempos | 596        | 19                      | 4                  | 85 km/h          |
| Lloyd Theodor          | LT 600 Vehículo recreacional   | 1955–1961 | 2 cilindros cuatro tiempos | 596        | 19                      | 4                  | 85 km/h          |
| Lloyd Arabella         | Tres cuerpos                   | 1959–1961 | 4 cilindros cuatro tiempos | 897        | 38 1960–1963 también 34 | 4                  | 120 km/h         |
| Lloyd Arabella de Luxe | Tres cuerpos                   | 1960–1961 | 4 cilindros cuatro tiempos | 897        | 45                      | 4                  | 133 km/h         |
| Lloyd EL 1500          | Furgoneta eléctrica            |           | eléctrico                  | -          |                         | -                  |                  |
| Lloyd EL 2500          | Furgoneta eléctrica            |           | eléctrico                  | -          |                         | -                  |                  |

| Tipo                                            | número de vehículos construidos |
| ----------------------------------------------- | ------------------------------- |
| Lloyd 300 LP, LS y LC                           | 18.087                          |
| Lloyd 400 LP, LS y LC                           | 109.878                         |
| Lloyd 250 y 250 V                               | 3.768                           |
| Lloyd 600 LP, LS y LC, Alexander y Alexander TS | 17.6524                         |
| Lloyd Arabella y Arabella de Luxe               | 47.549                          |